# Estonia ai Giochi della XXX Olimpiade
L'Estonia ha partecipato ai Giochi della XXX Olimpiade di Londra che si sono svolti dal 27 luglio al 12 agosto 2012. È stata la 11ª partecipazione degli atleti estoni e la sesta del periodo post-sovietico.
Gli atleti della delegazione estone sono stati 32 (23 uomini e 9 donne), la meno numerosa dopo il ritorno all'indipendenza dello Stato baltico nel 1991. Alla cerimonia di apertura il portabandiera è stato Aleksander Tammert, mentre il portabandiera della cerimonia di chiusura è stato Heiki Nabi.
L'Estonia ha ottenuto un totale di 2 medaglie (1 argento e 1 bronzo).

## Medaglie
| Riepilogo quotidiano | Riepilogo quotidiano | Riepilogo quotidiano | Riepilogo quotidiano | Riepilogo quotidiano | Riepilogo quotidiano | Riepilogo quotidiano |
| -------------------- | -------------------- | -------------------- | -------------------- | -------------------- | -------------------- | -------------------- |
| Giorno               | Data                 |                      |                      |                      | Totale               |                      |
| 1º                   | 27                   | —                    | —                    | —                    | —                    |                      |
| 2º                   | 28                   | 0                    | 0                    | 0                    | 0                    |                      |
| 3º                   | 29                   | 0                    | 0                    | 0                    | 0                    |                      |
| 4º                   | 30                   | 0                    | 0                    | 0                    | 0                    |                      |
| 5º                   | 31                   | 0                    | 0                    | 0                    | 0                    |                      |
| 6º                   | 1                    | 0                    | 0                    | 0                    | 0                    |                      |
| 7º                   | 2                    | 0                    | 0                    | 0                    | 0                    |                      |
| 8º                   | 3                    | 0                    | 0                    | 0                    | 0                    |                      |
| 9º                   | 4                    | 0                    | 0                    | 0                    | 0                    |                      |
| 10º                  | 5                    | 0                    | 0                    | 0                    | 0                    |                      |
| 11º                  | 6                    | 0                    | 1                    | 0                    | 1                    |                      |
| 12º                  | 7                    | 0                    | 0                    | 1                    | 1                    |                      |
| 13º                  | 8                    | 0                    | 0                    | 0                    | 0                    |                      |
| 14º                  | 9                    | 0                    | 0                    | 0                    | 0                    |                      |
| 15º                  | 10                   | 0                    | 0                    | 0                    | 0                    |                      |
| 16º                  | 11                   | 0                    | 0                    | 0                    | 0                    |                      |
| 17º                  | 12                   | 0                    | 0                    | 0                    | 0                    |                      |
| Totale               | Totale               | 0                    | 1                    | 1                    | 2                    |                      |

### Medagliere per discipline
| Sport            | Oro | Argento | Bronzo | Totale |
| ---------------- | --- | ------- | ------ | ------ |
| Lotta            | 0   | 1       | 0      | 1      |
| Atletica leggera | 0   | 0       | 1      | 1      |
| Totale           | 0   | 1       | 1      | 2      |

### Medaglie d'argento
| Medaglia | Nome       | Sport | Evento                     |
| -------- | ---------- | ----- | -------------------------- |
| Argento  | Heiki Nabi | Lotta | Lotta greco-romana -120 kg |

### Medaglie di bronzo
| Medaglia | Nome        | Sport            | Evento                    |
| -------- | ----------- | ---------------- | ------------------------- |
| Bronzo   | Gerd Kanter | Atletica leggera | Lancio del disco maschile |

## Atletica leggera
| Q | Qualificato al turno successivo per la posizione in qualificazione                                                           |
| q | Qualificato per il turno successivo per ripescaggio o, negli eventi su campo, conquistando la misura minima per qualificarsi |

### Maschile
Eventi di corsa su pista e strada
| Atleta      | Evento         | Batteria  | Batteria  | Quarto di finale | Quarto di finale | Semifinale      | Semifinale      | Finale          | Finale          |
| Atleta      | Evento         | Risultato | Posizione | Risultato        | Posizione        | Risultato       | Posizione       | Risultato       | Posizione       |
| ----------- | -------------- | --------- | --------- | ---------------- | ---------------- | --------------- | --------------- | --------------- | --------------- |
| Marek Niit  | 100 m          | Bye       | Bye       | 10"40            | 7°               | non qualificato | non qualificato | non qualificato | non qualificato |
| Marek Niit  | 200 m          | 20"82     | 6°        | N.D.             | N.D.             | non qualificato | non qualificato | non qualificato | non qualificato |
| Rasmus Mägi | 400 m ostacoli | 50"05     | 5°        | N.D.             | N.D.             | non qualificato | non qualificato | non qualificato | non qualificato |

Eventi su campo
| Atleta             | Evento                 | Qualifica | Qualifica | Finale          | Finale          |
| Atleta             | Evento                 | Distanza  | Posizione | Distanza        | Posizione       |
| ------------------ | ---------------------- | --------- | --------- | --------------- | --------------- |
| Märt Israel        | Lancio del disco       | 60.34     | 25°       | non qualificato | non qualificato |
| Gerd Kanter        | Lancio del disco       | 66.39     | 1° Q      | 68.03           |                 |
| Aleksander Tammert | Lancio del disco       | 60.20     | 27°       | non qualificato | non qualificato |
| Risto Mätas        | Lancio del giavellotto | 78.56     | 21°       | non qualificato | non qualificato |
| Raigo Toompuu      | Getto del peso         | 18.91     | 30°       | non qualificato | non qualificato |

### Femminile
Eventi di corsa su pista e strada
| Atleta       | Evento   | Finale    | Finale    |
| Atleta       | Evento   | Risultato | Posizione |
| ------------ | -------- | --------- | --------- |
| Evelin Talts | Maratona | 2h 54'15" | 103ª      |

Eventi su campo
| Atleta           | Evento        | Qualifica | Qualifica | Finale          | Finale          |
| Atleta           | Evento        | Distanza  | Posizione | Distanza        | Posizione       |
| ---------------- | ------------- | --------- | --------- | --------------- | --------------- |
| Anna Iljuštšenko | Salto in alto | 1.90      | 15ª       | non qualificata | non qualificata |

Eventi combinati
| Atleta       | Evento    |           | 100H  | SA   | GP    | 200 m | SL   | LG    | 800 m     | Finale | Posizione |
| ------------ | --------- | --------- | ----- | ---- | ----- | ----- | ---- | ----- | --------- | ------ | --------- |
| Grit Šadeiko | Eptathlon | Risultato | 13"50 | 1.74 | 12.43 | 24"25 | 6.11 | 44.12 | 2h 23'01" | 6013   | 23ª       |

## Badminton
Maschile
| Atleta    | Evento           | Girone                              | Girone                         | Girone    | Ottavi               | Quarti               | Semifinale           | Finale               | Finale          |
| Atleta    | Evento           | Avversario Punteggio                | Avversario Punteggio           | Posizione | Avversario Punteggio | Avversario Punteggio | Avversario Punteggio | Avversario Punteggio | Posizione       |
| --------- | ---------------- | ----------------------------------- | ------------------------------ | --------- | -------------------- | -------------------- | -------------------- | -------------------- | --------------- |
| Raul Must | Singolo maschile | M. Lahnsteiner (AUT) V 21-14, 21-18 | S. Santoso (INA) P 12-21, 8-21 | 2°        | non qualificato      | non qualificato      | non qualificato      | non qualificato      | non qualificato |

## Canottaggio
| FA   | Qualificato in finale A (per le medaglie)     |
| FB   | Qualificato in finale B (non per le medaglie) |
| FC   | Qualificato in finale C (non per le medaglie) |
| FD   | Qualificato in finale D (non per le medaglie) |
| FE   | Qualificato in finale E (non per le medaglie) |
| FF   | Qualificato in finale F (non per le medaglie) |
| SA/B | Semifinali A/B                                |
| SC/D | Semifinali C/D                                |
| SE/F | Semifinali E/F                                |
| QF   | Qualificato ai quarti di finale               |
| R    | Ripescaggio                                   |

Maschile
| Atleta                                                | Evento      | Batteria | Batteria  | Ripescaggio | Ripescaggio | Semifinali      | Semifinali      | Finale          | Finale    |
| Atleta                                                | Evento      | Tempo    | Posizione | Tempo       | Posizione   | Tempo           | Posizione       | Tempo           | Posizione |
| ----------------------------------------------------- | ----------- | -------- | --------- | ----------- | ----------- | --------------- | --------------- | --------------- | --------- |
| Geir Suursild Jüri-Mikk Udam                          | 2 di coppia | 6'33"88  | 4° R      | 6'38"50     | 4°          | non qualificati | non qualificati | non qualificati | 13°       |
| Tõnu Endrekson Andrei Jämsä Allar Raja Kaspar Taimsoo | 4 di coppia | 5'42"87  | 2° SA/B   | Bye         | Bye         | 6'07"85         | 2° FA           | 5'46"96         | 4°        |

## Ciclismo

### Ciclismo su strada
Maschile
| Atleta      | Evento         | Tempo     | Classifica |
| ----------- | -------------- | --------- | ---------- |
| Rene Mandri | Corsa in linea | 5h 46'37" | 50º        |

Femminile
| Atleta       | Evento         | Tempo     | Classifica |
| ------------ | -------------- | --------- | ---------- |
| Grete Treier | Corsa in linea | 3h 35'56" | 17ª        |

## Judo
Maschile
| Atleta       | Evento  | 16-esimi                     | Ottavi               | Quarti               | Semifinali           | Ripescaggio          | Med. bronzo          | Finale               | Posizione       |
| Atleta       | Evento  | Avversario Risultato         | Avversario Risultato | Avversario Risultato | Avversario Risultato | Avversario Risultato | Avversario Risultato | Avversario Risultato | Posizione       |
| ------------ | ------- | ---------------------------- | -------------------- | -------------------- | -------------------- | -------------------- | -------------------- | -------------------- | --------------- |
| Martin Padar | +100 kg | Ó. Brayson (CUB) P 0001–0100 | non qualificato      | non qualificato      | non qualificato      | non qualificato      | non qualificato      | non qualificato      | non qualificato |

## Lotta
| VT | Vittoria per atterramento                           |
| PP | Vittoria a punti (lo sconfitto con punti tecnici)   |
| PO | Vittoria a punti (lo sconfitto senza punti tecnici) |

### Greco-Romana
Maschile
| Atleta       | Evento  | Qualificazione       | Ottavi                                     | Quarti                                       | Semifinale                             | Ripescaggio Turno 1  | Ripescaggio Turno 2  | Finale                            | Classifica      |                 |
| Atleta       | Evento  | Avversario Risultato | Avversario Risultato                       | Avversario Risultato                         | Avversario Risultato                   | Avversario Risultato | Avversario Risultato | Avversario Risultato              | Classifica      |                 |
| ------------ | ------- | -------------------- | ------------------------------------------ | -------------------------------------------- | -------------------------------------- | -------------------- | -------------------- | --------------------------------- | --------------- | --------------- |
| Ardo Arusaar | −96 kg  | N.D.                 | E. Caraballo (VEN) V 5-0 (3-0, 2-0)VT      | C. Dzejničėnka (BLR) P 1-3 (1-0, 0-1, 0-1)PP | Non qualificato                        | Non qualificato      | Non qualificato      | Non qualificato                   | Non qualificato | Non qualificato |
| Heiki Nabi   | −120 kg | Bye                  | Ё. Čugašvili (BLR) V 3-1 (0-1, 1-0, 3-0)PP | Ł. Banak (POL) V 3-0 (1-0, 1-0)PO            | J. Eurén (SWE) V 3-1 (0-1, 1-0, 1-0)PP | Bye                  | Bye                  | M. López (CUB) P 0-3 (0-2, 0-1)PO |                 |                 |

## Nuoto
Maschile
| Atleta           | Evento      | Batterie | Batterie   | Semifinali      | Semifinali      | Finale          | Finale          |
| Atleta           | Evento      | Tempo    | Classifica | Tempo           | Classifica      | Tempo           | Classifica      |
| ---------------- | ----------- | -------- | ---------- | --------------- | --------------- | --------------- | --------------- |
| Martin Liivamägi | 100 m rana  | 1'01"57  | 29º        | Non qualificato | Non qualificato | Non qualificato | Non qualificato |
| Martin Liivamägi | 200 m misti | 2'01"09  | 25º        | Non qualificato | Non qualificato | Non qualificato | Non qualificato |

Femminile
| Atleta       | Evento            | Batterie | Batterie   | Semifinali      | Semifinali      | Finale          | Finale          |
| Atleta       | Evento            | Tempo    | Classifica | Tempo           | Classifica      | Tempo           | Classifica      |
| ------------ | ----------------- | -------- | ---------- | --------------- | --------------- | --------------- | --------------- |
| Triin Aljand | 50 m stile libero | 25"33    | 19ª        | Non qualificata | Non qualificata | Non qualificata | Non qualificata |
| Triin Aljand | 100 m farfalla    | 1'00"43  | 35ª        | Non qualificata | Non qualificata | Non qualificata | Non qualificata |

## Scherma
Maschile
| Atleta             | Evento            | 32-esimi                  | 16-esimi             | Ottavi               | Quarti               | Semifinali           | Finale               | Posizione       |
| Atleta             | Evento            | Avversario Risultato      | Avversario Risultato | Avversario Risultato | Avversario Risultato | Avversario Risultato | Avversario Risultato | Posizione       |
| ------------------ | ----------------- | ------------------------- | -------------------- | -------------------- | -------------------- | -------------------- | -------------------- | --------------- |
| Nikolai Novosjolov | Spada Individuale | S. Kelsey (USA) P (11-15) | non qualificato      | non qualificato      | non qualificato      | non qualificato      | non qualificato      | non qualificato |

## Tiro a segno/volo
Femminile
| Atleta          | Evento                       | Qualificazione | Qualificazione | Finale          | Finale          |
| Atleta          | Evento                       | Punteggio      | Classifica     | Punteggio       | Classifica      |
| --------------- | ---------------------------- | -------------- | -------------- | --------------- | --------------- |
| Anžela Voronova | Carabina 50 m 3 posizioni    | 576            | 31ª            | non qualificata | non qualificata |
| Anžela Voronova | Carabina 10 m aria compressa | 395            | 42ª            | non qualificata | non qualificata |

## Tiro con l'arco
Femminile
| Atleta       | Evento      | Round di qualificazione | Round di qualificazione | 64-esimi                     | 32-esimi                  | 16-esimi                  | Quarti di finale          | Semifinale                | Finale                    | Finale          |
| Atleta       | Evento      | Punteggio               | Seed                    | Avversario Seed Punteggio    | Avversario Seed Punteggio | Avversario Seed Punteggio | Avversario Seed Punteggio | Avversario Seed Punteggio | Avversario Seed Punteggio | Classifica      |
| ------------ | ----------- | ----------------------- | ----------------------- | ---------------------------- | ------------------------- | ------------------------- | ------------------------- | ------------------------- | ------------------------- | --------------- |
| Reena Pärnat | Individuale | 621                     | 52                      | A. Valencia (MEX) (13) P 1-7 | non qualificata           | non qualificata           | non qualificata           | non qualificata           | non qualificata           | non qualificata |

## Vela
Maschile
| Atleta            | Evento | Regata | Regata | Regata | Regata | Regata | Regata | Regata | Regata | Regata | Regata | Regata | Punteggio Totale | Punteggio Netto | Classifica |
| Atleta            | Evento | 1      | 2      | 3      | 4      | 5      | 6      | 7      | 8      | 9      | 10     | M      | Punteggio Totale | Punteggio Netto | Classifica |
| ----------------- | ------ | ------ | ------ | ------ | ------ | ------ | ------ | ------ | ------ | ------ | ------ | ------ | ---------------- | --------------- | ---------- |
| Johannes Ahun     | RS:X   | 27     | 20     | 22     | 32 DPI | 31     | 14     | 22     | 28     | 39 DNF | 35     | EL     | 270              | 231             | 30°        |
| Karl-Martin Rammo | Laser  | 7      | 18     | 3      | 21     | 8      | 12     | 30     | 31     | 18     | 39     | EL     | 187              | 148             | 18°        |
| Deniss Karpak     | Finn   | 14     | 9      | 11     | 11     | 11     | 1      | 7      | 13     | 11     | 11     | EL     | 99               | 85              | 11°        |

Femminile
| Atleta        | Evento       | Regata | Regata | Regata | Regata | Regata | Regata | Regata | Regata | Regata | Regata | Regata | Punteggio Totale | Punteggio Netto | Classifica |
| Atleta        | Evento       | 1      | 2      | 3      | 4      | 5      | 6      | 7      | 8      | 9      | 10     | M      | Punteggio Totale | Punteggio Netto | Classifica |
| ------------- | ------------ | ------ | ------ | ------ | ------ | ------ | ------ | ------ | ------ | ------ | ------ | ------ | ---------------- | --------------- | ---------- |
| Ingrid Puusta | RS:X         | 15     | 20     | 6      | 15     | 14     | 21     | 15     | 12     | 20     | 17     | EL     | 155              | 134             | 15ª        |
| Anna Pohlak   | Laser Radial | 27     | 39     | 41     | 37     | 36     | 6      | 36     | 36     | 31     | 36     | EL     | 325              | 284             | 35ª        |